# Милички окръг
Милички окръг (на полски: Powiat milicki) е окръг в Югозападна Полша, Долносилезко войводство. Заема площ от 714,93 км2. Административен център е град Милич.

## География
Окръгът се намира в историческата област Долна Силезия. Разположен е в североизточната част на войводството.

## Население
Населението на окръга възлиза на 37 529 души (2012 г.). Гъстотата е 52 души/км2.

## Административно деление
Административно окръгът е разделен на 3 общини.
Градско-селски общини:
- Община Милич

Селски общини:
- Община Крошнице
- Община Чешков

## Фотогалерия
- Милич
- Крошнице